# Hình mẫu

Hình hiệu biểu ngữ "Học tập và làm theo tấm gương đạo đức Hồ Chí Minh" trên sóng Đài Truyền hình Việt Nam

Hình mẫu (tiếng Anh: role model), hay còn gọi là hình mẫu lý tưởng, tùy từng trường hợp còn được gọi là tấm gương hay tấm gương đạo đức, là một cá nhân có hành vi, nhân cách, gương mẫu, mẫu mực hoặc sự thành công được nhiều người khác noi theo, đặc biệt là thế hệ đi sau. Cụm từ hình mẫu (role model) trong tiếng Anh được cho là của nhà xã hội học Robert K. Merton người Mỹ, ông sáng tạo ra thuật ngữ này trong suốt sự nghiệp của mình.

## Hình mẫu người nổi tiếng
Việc tiếp cận phương tiện truyền thông đang ngày càng mở rộng trong văn hóa đại chúng đã và đang nâng tầm khá nhiều người nổi tiếng để được tung hô trên phạm vi toàn thế giới. Sự bùng nổ việc phủ sóng truyền thông và xuất hiện liên tiếp của những cá nhân này đã tạo ra sự thay đổi trong tư duy đối với những người nổi tiếng là như nhau ở cả người lớn và thanh thiếu niên. Theo một cuộc khảo sát của các giáo viên tại Vương quốc Anh do Hiệp hội Nhà giáo thực hiện năm 2008 thì, hầu hết người trẻ thường chọn những ngôi sao thể thao (bao gồm cả ngôi sao bóng đá) làm hình mẫu lý tưởng của mình, tiếp sau đó là các ngôi sao nhạc pop và các biểu tượng đại chúng. Tuy nhiên, nhiều người đơn giản chỉ mong chờ việc "bất chấp tất cả để được nổi tiếng" (tiếng Anh: famous for being famous), họ tin rằng danh tiếng và thời vận của họ có thể dễ dàng đạt được thông qua truyền hình thực tế.

## Tấm gương cộng đồng
Nhiều tấm gương cộng đồng hay tấm gương thành công thường ẩn mình và hiếm có khó tìm. Cha mẹ và thầy cô sẽ lấp đầy khoảng trống này và được xem là trung tâm ảnh hưởng đến sự phát triển và nuôi dạy con trẻ cũng như tác động đến thành công của chúng trong tương lai. Theo tác giả Rita Pierson thì, các nhà giáo, do họ dành phần lớn thời gian với con trẻ, sẽ có tác động vô cùng lớn đến học trò của mình đến mức họ đang được người ta khuyên nhủ rằng hãy luôn dễ thương và đáng yêu nhằm xây dựng những mối quan hệ có liên kết cảm xúc mạnh mẽ tới trẻ em. Một vài tấm gương cộng đồng chẳng hạn như ở phương Tây thường có hiểu biết thông thái về một lĩnh vực cụ thể. Trái lại ở những dân tộc khác, như người châu Á hay người bản địa châu Mỹ, thì gương thành công hay tấm gương cộng đồng thường là dựa trên lựa chọn nghề nghiệp của họ (VD như giáo viên, bác sĩ, v.v...) nhưng bằng cách chứng minh cho người khác thấy cách làm điều này như thế nào, lấy ví dụ như ở cộng đồng người México bản địa cha mẹ sẽ đảm nhận việc chăm sóc con cái từ khi mới sinh cho đến khi đi làm. Bất kỳ ai trong cộng đồng cũng đều có tiềm năng trở thành một tấm gương tốt cho thế hệ mai sau.